# داردره‌سی
داردره‌سی، روستایی از توابع بخش مرکزی شهرستان چالدران در استان آذربایجان غربی ایران است. نام این روستا برگرفته از قبیله تانغیت است.

## جمعیت
این روستا در دهستان چالدران جنوبی قرار دارد و براساس سرشماری مرکز آمار ایران سرشماری عمومی نفوس و مسکن (۱۳۸۵)، جمعیت آن ۵۲ نفر (۱۳خانوار) بوده‌است